# كيرن سبنسر
كيرن سبنسر (بالإنجليزية: Kern Spencer)‏ هو سياسي جامايكي، ولد في 21 يونيو 1974. حزبياً، نشط في حزب الشعب الوطني ‏. وقد انتخب عضو مجلس نواب جامايكا.